# 李锂
李锂（1964年2月9日—:13），四川仁寿人，中华人民共和国企业家，深圳海普瑞药业股份有限公司董事长。

## 生平
1987年7月毕业于四川大学化学系。后进入成都肉联厂工作，随后担任生化研究所所长。主攻胆红素提取与纯化技术。
1992年进入重庆通达生物制药公司，开始进行肝素钠原料药相关研究，先后担任总工程师、董事长兼总经理。
1998年4月创立深圳海普瑞，任法人代表，夫人李坦任公司董事。2010年5月6日，海普瑞在深交所创业板正式挂牌上市，李锂夫妇按照开盘价计算成为中国新首富。

## 家庭
妻子李坦。